# UFC 314
UFC 314: Volkanovski vs. Lopes — турнир по смешанным единоборствам, организованный Ultimate Fighting Championship, который был проведён 12 апреля 2025 года на спортивной арене «Kaseya Center» в городе Майами, штат Флорида, США.

## Подготовка турнира
Турнир станет четвёртым визитом организации в Майами после того, как в последний раз здесь был проведён турнир UFC 299 в марте 2024 года.

### Главные события турнира
Изначально предполагалось, что возможным главным боем турнира станет реванш между действующим чемпионом полулегкого веса Илией Топурией и бывшим чемпионом Александром Волкановски. В их прошлом бою Топурия победил нокаутом во 2-м раунде и завоевал титул чемпиона. 20 февраля стало известно, что Топурия освобождает титул чемпиона и переходит в лёгкий вес. Таким образом, в качестве заглавного события турнира был назначен бой за вакантный титул чемпиона UFC в полулёгком весе, в котором встретятся бывший чемпион UFC в полулёгком весе австралиец Александр Волкановски (#1 в рейтинге) и бразильский проспект Диегу Лопес (#3 в рейтинге).
| Заглавное событие — Полулёгкий вес — Бой за вакантный титул чемпиона | Заглавное событие — Полулёгкий вес — Бой за вакантный титул чемпиона | Заглавное событие — Полулёгкий вес — Бой за вакантный титул чемпиона |
| --- | --- | -------------------------------------------------------------------- |
| Александр Волкановски | | Диегу Лопес                                                          |
| ALEXANDER VOLKANOVSKI «The Great» (Великий) 36 лет (29.09.1988) Рост 168 см, размах рук 182 см, вес 65,8 кг Гражданство: Происхождение: / Место рождения: Шеллхарбор, Новый Южный Уэльс, Австралия Представляет: Уинданг, Новый Южный Уэльс, Австралия «Freestyle Fighting Gym» / «City Kickboxin» Дебют в UFC — 26.11.2016 (с рекордом 13-1) Бонусы «Fight of the Night» (3) / «Perfomance of the Night» (1) Претендент на титул двукрантного чемпиона UFC в полулёгком весе Чемпион UFC в полулёгком весе (12.2019-02.2024, защиты 5/6) Претендент на титул чемпиона UFC в лёгком весе (2023, дважды) Чемпион Wollongong Wars в лёгком весе (2016) Чемпион Pacific X-treme Combat в полулёгком весе (2015) Чемпион Australian FC в полулёгком весе (2015-2016, защиты 1/1) Чемпион Roshambo MMA в лёгком весе (2014, защиты 1/1) Чемпион Roshambo MMA в полусреднем весе (2013) | DIEGO LOPES DA SILVA нет прозвища 30 лет (30.12.1994) Рост 180 см, размах рук 184 см, вес 65,8 кг Гражданство: / Происхождение: Место рождения: Манаус, Амазонас, Бразилия Представляет: Пуэбла-де-Сарагоса, Пуэбла, Мексика «Lobo Gym MMA» / «Brazilian Warriors Central» Дебют в UFC — 06.05.2023 (с рекордом 21-5) Бонусы «Fight of the Night» (1) / «Perfomance of the Night» (2) Претендент на титул чемпиона UFC в полулёгком весе Чемпион LUX Fight League в полулегком весе (2019-2021, защиты 1/1) Чемпион Xtreme Fighters Latino в полулёгком весе (2018) Чемпион Jasaji Fighting League в полулёгком весе (2017) |                                                                      |
| Последние бои: 17.02.2024, Илия Топурия (#3), KO2 21.10.2023, Ислам Махачев (ч), KO1 08.07.2023, Яир Родригес (вч), TKO3 12.02.2023, Ислам Махачев (ч), SDEC 02.07.2022, Макс Холлоуэй (#1), UDEC | Последние бои: UDEC, Брайан Ортега (#3), 14.09.2024 UDEC, Дэн Иге (#13, промежуточный вес 165 фунтов), 29.06.2024 TKO1, Содик Юсуфф (#13), 13.04.2024 KO1, Пэт Сабатини, 11.11.2023 SUB1, Гэвин Такер, 05.08.2023 |                                                                      |

В качестве соглавного события был назначен пятираундовый поединок в лёгком весе, в котором встретятся бывший претендент на титул чемпиона UFC в лёгком весе (также трёхкратный чемпион Bellator MMA в лёгком весе) американец Майкл Чендлер (#7 в рейтинге) и бывший чемпион Cage Warriors британец Пэдди Пимблетт (#12 в рейтинге).
| Соглавное событие — Лёгкий вес (5 раундов) | Соглавное событие — Лёгкий вес (5 раундов) | Соглавное событие — Лёгкий вес (5 раундов) |
| --- | --- | ------------------------------------------ |
| Майкл Чендлер | | Пэдди Пимблетт                             |
| MICHAEL CHANDLER JR. «Iron» (Железный) 38 лет (24.04.1986) Рост 173 см, размах рук 180 см, вес 70,8 кг Гражданство: Происхождение: Место рождения: Хай-Ридж, Миссури, США Представляет: Нашвилл, Теннесси, США «Kill Cliff FC» / «Nashville MMA» Дебют в UFC — 24.01.2021 (с рекордом 21-5) Бонусы «Fight of the Night» (3) / «Perfomance of the Night» (2) Претендент на вакантный титул чемпиона UFC в лёгком весе (2021) Трёхкратный чемпион Bellator MMA в лёгком весе (2018-2019, защиты 0/1) Двукратный чемпион Bellator MMA в лёгком весе (2016-2017, защиты 1/2) Чемпион Bellator MMA в лёгком весе (2011-2013, защиты 2/3) | PATRICK MARK PIMBLETT «The Baddy» (Плохиш) 30 лет (03.01.1995) Рост 178 см, размах рук 185 см, вес 70,8 кг Гражданство: Происхождение: Место рождения: Ливерпуль, Англия, Великобритания Представляет: Ливерпуль, Англия, Великобритания «Next Generation MMA Liverpool» Дебют в UFC — 04.09.2021 (с рекордом 16-3) Бонусы «Perfomance of the Night» (4) Чемпион Cage Warriors в полулегком весе (2016-2017, защиты 1/2) Чемпион Full Contact Contender в полулёгком весе (2015, защиты 1/1) |                                            |
| Последние бои: 16.11.2024, Шарлис Оливейра (#2), UDEC 12.11.2022, Дастин Порье (#2), SUB3 07.05.2022, Тони Фергюсон (#7), KO2 06.11.2021, Джастин Гейджи (#2), UDEC 15.05.2021, Шарлис Оливейра (#3), TKO2 | Последние бои: SUB1, Кинг Грин (#15), 27.07.2024 UDEC, Тони Фергюсон, 16.12.2023 UDEC, Джаред Гордон, 10.12.2022 SUB2, Джордан Ливитт, 23.07.2022 SUB1, Родриго Варгас, 19.03.2022 |                                            |

Ожидается, что бывший трехкратный чемпион Bellator MMA в полулегком весе (также бывший чемпион Bellator MMA в легком весе) Патрисиу «Питбуль» Фрейри дебютирует в организации в бою в полулегком весе против бывшего временного чемпиона UFC в полулегком весе Яира Родригеса (#5 в рейтинге).

### Изменения карда турнира
Ходили слухи, что на этом мероприятии состоится бой за звание чемпиона UFC в наилегчайшем весе между действующим чемпионом Алешандри Пантожей и бывшим претендентом на титул временного чемпиона UFC в наилегчайшем весе Каем Кара-Франсом (#4 в рейтинге), но бой так и не был организован.
На турнире планировался бой в полусреднем весе между бывшим претендентом на титул чемпиона UFC в полусреднем весе Гилбертом Бёрнсом (#8 в рейтинге) и Майклом Моралесом (#12 в рейтинге). Однако по неизвестным причинам организаторы перенесли эту встречу на турнир UFC 315, который пройдёт месяцем позже.
Изначально ожидалось, что женский бой в легчайшем весе между Норой Корнолль и Хэйли Коуэн состоится на турнире UFC 315. Однако по неизвестным причинам бой был перенесен в кард этого турнира.
При подготовке турнира были анонсированы, но впоследствии отменены следующие поединки:
- Бой в полулёгком весе, в котором должны били встретиться Роберто Ромеро и дебютант Альберто Монтес[11]. Монтес снялся с боя по неизвестной причине и бой был отменён. Ромеро получил нового соперника и был переведён в кард турнира UFC on ESPN: Гэрри vs. Пратес, который пройдёт двумя неделями позже[12].
- Бой в полусреднем весе из главного карда турнира, в котором должны были встретиться Джефф Нил (#10 в рейтинге) и Карлус Пратес (#13 в рейтинге)[13]. Нил получил травму и выбыл из поединка[14]. Позже стало известно, что Пратес получил нового соперника в лице Иэна Гэрри (#7 в рейтинге), с котором возглавит турнир UFC on ESPN: Гэрри vs. Пратес двумя неделями позже.

### Анонсированные бои
| Бой | Весовая категория    | Участники боёв и их статистика перед боем (рекорд ММА / рекорд UFC / серия) | Участники боёв и их статистика перед боем (рекорд ММА / рекорд UFC / серия) | Участники боёв и их статистика перед боем (рекорд ММА / рекорд UFC / серия) | Участники боёв и их статистика перед боем (рекорд ММА / рекорд UFC / серия) | Участники боёв и их статистика перед боем (рекорд ММА / рекорд UFC / серия) | Участники боёв и их статистика перед боем (рекорд ММА / рекорд UFC / серия) | Участники боёв и их статистика перед боем (рекорд ММА / рекорд UFC / серия) | Участники боёв и их статистика перед боем (рекорд ММА / рекорд UFC / серия) | Участники боёв и их статистика перед боем (рекорд ММА / рекорд UFC / серия) | Участники боёв и их статистика перед боем (рекорд ММА / рекорд UFC / серия) | Участники боёв и их статистика перед боем (рекорд ММА / рекорд UFC / серия) | Участники боёв и их статистика перед боем (рекорд ММА / рекорд UFC / серия) |
| |                      | Главный кард (Main Card, PPV)                                               |                                                                             |                                                                             |                                                                             |                                                                             |                                                                             |                                                                             |                                                                             |                                                                             |                                                                             |                                                                             |                                                                             |
| 1 | Полулёгкий вес       | Александр Волкановски Alexander «The Great» Volkanovski                     | #1 exЧ                                                                      | 26-4                                                                        | 13-3                                                                        | -2                                                                          | vs.                                                                         | Диегу Лопес Diego Lopes                                                     | #3 CS                                                                       | 26-6                                                                        | 5-1                                                                         | +5                                                                          | [ 15 ]                                                                      |
| 2 | Лёгкий вес           | Майкл Чендлер «Iron» Michael Chandler                                       | #7 (4) exП                                                                  | 23-9                                                                        | 2-4                                                                         | -2                                                                          | vs.                                                                         | Пэдди Пимблетт Paddy «The Baddy» Pimblett                                   | #12                                                                         | 22-3                                                                        | 6-0                                                                         | +8                                                                          | [ 16 ]                                                                      |
| 3 | Полулёгкий вес       | Брайс Митчелл Bryce "Thug Nasty" Mitchell                                   | #13 (9) TUF                                                                 | 17-2                                                                        | 8-2                                                                         | +1                                                                          | vs.                                                                         | Жеан Силва Jean "Lord" Silva                                                | CS                                                                          | 15-2                                                                        | 4-0                                                                         | +12                                                                         | [ 17 ]                                                                      |
| 4 | Полулёгкий вес       | Яир Родригес Yair «El Pantera» Rodriguez                                    | #5 exЧВ, TUFW                                                               | 19-5 (1)                                                                    | 10-4 (1)                                                                    | -2                                                                          | vs.                                                                         | Патрисиу Фрейри Patricio «Pitbull» Freire                                   | д                                                                           | 36-7                                                                        | -                                                                           | +1                                                                          | [ 18 ]                                                                      |
| 5 | Полутяжелый вес      | Никита Крылов Nikita «The Miner» Krylov                                     | #8 (5)                                                                      | 30-9                                                                        | 11-7                                                                        | +3                                                                          | vs.                                                                         | Доминик Рейес Dominick "The Devastator" Reyes                               | #11 (1) ехП                                                                 | 14-4                                                                        | 8-4                                                                         | +2                                                                          | [ 19 ]                                                                      |
| |                      | Предварительный кард (Prelims, ESPN/ESPN+/Disney+)                          |                                                                             |                                                                             |                                                                             |                                                                             |                                                                             |                                                                             |                                                                             |                                                                             |                                                                             |                                                                             |                                                                             |
| 6 | Полулёгкий вес       | Дэн Иге Dan «50k» Ige                                                       | #15 (8) CS                                                                  | 18-9                                                                        | 10-8                                                                        | -2                                                                          | vs.                                                                         | Шон Вудсон Sean «The Sniper» Woodson                                        | CS                                                                          | 13-1-1                                                                      | 7-1-1                                                                       | +4                                                                          | [ 17 ]                                                                      |
| 7 | Жен. минимальный вес | Янь Сяонань «Nine» Yan Xiaonan                                              | #1 exП                                                                      | 19-4 (1)                                                                    | 9-3                                                                         | +1                                                                          | vs.                                                                         | Вирна Жандироба Virna «Carcará» Jandiroba                                   | #3                                                                          | 21-3                                                                        | 7-3                                                                         | +4                                                                          | [ 20 ]                                                                      |
| 8 | Лёгкий вес           | Джим Миллер Jim «A-10» Miller                                               | exT(4)                                                                      | 38-18 (1)                                                                   | 27-17 (1)                                                                   | +1                                                                          | vs.                                                                         | Чейз Хупер Chase «The Dream» Hooper                                         | CS                                                                          | 15-3-1                                                                      | 7-3                                                                         | +4                                                                          | [ 21 ]                                                                      |
| 9 | Полулёгкий вес       | Даррен Элкинс Darren «The Damage» Elkins                                    | exT(9)                                                                      | 29-11                                                                       | 19-10                                                                       | +2                                                                          | vs.                                                                         | Джулиан Эроса Julian «Juicy J» Erosa                                        | TUF, CS                                                                     | 30-11                                                                       | 8-7                                                                         | +2                                                                          | [ 22 ]                                                                      |
| |                      | Ранний предварительный кард (Early Prelims, ESPN+/Disney+)                  |                                                                             |                                                                             |                                                                             |                                                                             |                                                                             |                                                                             |                                                                             |                                                                             |                                                                             |                                                                             |                                                                             |
| 10 | Средний вес          | Седрик Дюма Sedriques «The Reaper» Dumas                                    | CS                                                                          | 10-2                                                                        | 3-2                                                                         | +1                                                                          | vs.                                                                         | Михал Олексейчук Michal «Hussar» Oleksiejczuk                               |                                                                             | 19-9 (1)                                                                    | 7-7 (1)                                                                     | -3                                                                          | [ 23 ]                                                                      |
| 11 | Наилегчайший вес     | Су Мудаэрцзи «The Tibetan Eagle» Sumudaerji                                 | exT(11)                                                                     | 16-7                                                                        | 3-4                                                                         | -3                                                                          | vs.                                                                         | Митч Рапосо Mitch Raposo                                                    | TUF, CS                                                                     | 9-2                                                                         | 0-1                                                                         | -1                                                                          | [ 22 ]                                                                      |
| 12 | Средний вес          | Трешон Гор Tresean «Mr. Vicious» Gore                                       | TUF                                                                         | 5-2                                                                         | 2-2                                                                         | +2                                                                          | vs.                                                                         | Марку Тулио Marco «Matuto» Tulio                                            | CS                                                                          | 13-1                                                                        | 1-0                                                                         | +9                                                                          | [ 24 ]                                                                      |
| 13 | Жен. легчайший вес   | Нора Корнолль Nora «Wonder» Cornolle                                        | #13                                                                         | 8-2                                                                         | 2-1                                                                         | -1                                                                          | vs.                                                                         | Хэйли Коуэн Hailey Cowan                                                    | CS                                                                          | 7-3                                                                         | 0-1                                                                         | -1                                                                          | [ 25 ]                                                                      |
| |                      | Отменённые бои                                                              |                                                                             |                                                                             |                                                                             |                                                                             |                                                                             |                                                                             |                                                                             |                                                                             |                                                                             |                                                                             |                                                                             |
| | Полулёгкий вес       | Илия Топурия (Ilia Topuria)                                                 | Ч                                                                           | 16-0                                                                        | 8-0                                                                         | +16                                                                         | vs.                                                                         | Александр Волкановски (Alexander Volkanovski)                               | #1                                                                          | 26-4                                                                        | 13-3                                                                        | -2                                                                          | [ 2 ]                                                                       |
| | Наилегчайший вес     | Алешандри Пантожа (Alexandre Pantoja)                                       | Ч                                                                           | 29-5                                                                        | 13-3                                                                        | +7                                                                          | vs.                                                                         | Кай Кара-Франс (Kai Kara-France)                                            | #4                                                                          | 25-11 (1)                                                                   | 8-4                                                                         | +1                                                                          | [ 26 ]                                                                      |
| | Полусредний вес      | Гилберт Бёрнс (Gilbert Burns)                                               | #8                                                                          | 22-8                                                                        | 15-8                                                                        | -3                                                                          | vs.                                                                         | Майкл Моралес (Michael Morales)                                             | #12                                                                         | 17-0                                                                        | 5-0                                                                         | +17                                                                         | [ 27 ]                                                                      |
| | Полулёгкий вес       | Альберто Монтес (Alberto Montes)▼                                           | д                                                                           | 10-1                                                                        | -                                                                           | +3                                                                          | vs.                                                                         | Роберто Ромеро (Roberto Romero)                                             |                                                                             | 8-4-1                                                                       | 0-1                                                                         | -1                                                                          | [ 28 ]                                                                      |
| | Полусредний вес      | Джефф Нил (Geoff Neal)▼                                                     | #10 (6)                                                                     | 16-6                                                                        | 8-4                                                                         | +1                                                                          | vs.                                                                         | Карлус Пратес (Carlos Prates)                                               | #13                                                                         | 21-6                                                                        | 4-0                                                                         | +11                                                                         | [ 29 ]                                                                      |
| Условные обозначения: #5 (1) — текущее (лучшее) место бойца в рейтинге, exЧ(В) — бывший чемпион (временный), exП(В) — бывший претендент на титул чемпиона (временного), exТ(3) — боец входил в рейтинг Топ-15 (лучшее место в рейтинге), д — дебютант, CS — боец участвовал в Претендентской серии Дэйны Уайта, R2U — боец участвовал в шоу Road To UFC, TUF — боец участвовал в шоу The Ultimate Fighter, TUFW — боец являлся победителем The Ultimate Fighter, WEC/SF — боец выступал в WEC или Strikeforce до объединения этих организаций с UFC. |                      |                                                                             |                                                                             |                                                                             |                                                                             |                                                                             |                                                                             |                                                                             |                                                                             |                                                                             |                                                                             |                                                                             |                                                                             |

## Церемония взвешивания
Результаты официальной церемонии взвешивания бойцов перед турниром.
| Весовая категория и допустимый лимит в фунтах | Весовая категория и допустимый лимит в фунтах | Участники боёв и их вес в фунтах | Участники боёв и их вес в фунтах | Участники боёв и их вес в фунтах | Участники боёв и их вес в фунтах |
| --------------------------------------------- | --------------------------------------------- | -------------------------------- | -------------------------------- | -------------------------------- | -------------------------------- |
| Полулёгкий вес (титульный бой)                | 145                                           | Александр Волкановски            | 145                              | Диегу Лопес                      | 145                              |
| Лёгкий вес                                    | 155 (+1)                                      | Майкл Чендлер                    | 156                              | Пэдди Пимблетт                   | 156                              |
| Полулёгкий вес                                | 145 (+1)                                      | Брайс Митчелл                    | 146                              | Жеан Силва                       | 146                              |
| Полулёгкий вес                                | 145 (+1)                                      | Яир Родригес                     | 146                              | Патрисиу Фрейри                  | 145                              |
| Полутяжелый вес                               | 205 (+1)                                      | Никита Крылов                    | 206                              | Доминик Рейес                    | 206                              |
| Полулёгкий вес                                | 145 (+1)                                      | Дэн Иге                          | 146                              | Шон Вудсон                       | 146                              |
| Минимальный вес (женщины)                     | 115 (+1)                                      | Янь Сяонань                      | 116                              | Вирна Жандироба                  | 116                              |
| Лёгкий вес                                    | 155 (+1)                                      | Джим Миллер                      | 156                              | Чейз Хупер                       | 156                              |
| Полулёгкий вес                                | 145 (+1)                                      | Даррен Элкинс                    | 145                              | Джулиан Эроса                    | 145                              |
| Средний вес                                   | 185 (+1)                                      | Седрик Дюма                      | 185                              | Михал Олексейчук                 | 186                              |
| Наилегчайший вес                              | 125 (+1)                                      | Су Мудаэрцзи                     | 126                              | Митч Рапосо                      | 126                              |
| Средний вес                                   | 185 (+1)                                      | Трешон Гор                       | 186                              | Марку Тулио                      | 186                              |
| Легчайший вес (женщины)                       | 135 (+1)                                      | Нора Корнолль                    | 137,5 *                          | Хэйли Коуэн                      | 136                              |

[*] Нора Корнолль не смогла уложиться в лимит легчайшей весовой категории (превышение составило 1,5 фунта) и будет оштрафована на 20% от гонорара в пользу соперницы. Бой пройдёт в промежуточном весе 137,5 фунтов.

## Результаты турнира
В главном бою вечера Александр Волкановски победил Диегу Лопеса единогласным решением судей и повторно завоевал титул чемпиона UFC в полулёгком весе.
| Статистика поединка:  | Статистика поединка: | Статистика поединка:                          | Статистика поединка:                          | Статистика поединка: | Статистика поединка: | Статистика поединка: | Статистика поединка: | Статистика поединка: | Статистика поединка: | Статистика поединка: | Статистика поединка: | Статистика поединка: | Статистика поединка: | Статистика поединка: | Статистика поединка: | Статистика поединка: | Статистика поединка: | Статистика поединка: |
| Участник              | Нокдауны             | Акцентрованные удары (по цели/всего/точность) | Акцентрованные удары (по цели/всего/точность) | По раундам           | По раундам           | По раундам           | По раундам           | По раундам           | По цели              | По цели              | По цели              | По позиции           | По позиции           | По позиции           | Тейкдауны            | Тейкдауны            | Контроль             | Попытка приема       |
| Участник              | Нокдауны             | Акцентрованные удары (по цели/всего/точность) | Акцентрованные удары (по цели/всего/точность) | 1Р                   | 2Р                   | 3Р                   | 4Р                   | 5Р                   | Голова               | Корпус               | Ноги                 | Дистанция            | Клинч                | Партер               | Тейкдауны            | Тейкдауны            | Контроль             | Попытка приема       |
| --------------------- | -------------------- | --------------------------------------------- | --------------------------------------------- | -------------------- | -------------------- | -------------------- | -------------------- | -------------------- | -------------------- | -------------------- | -------------------- | -------------------- | -------------------- | -------------------- | -------------------- | -------------------- | -------------------- | -------------------- |
| Александр Волкановски | 0                    | 158/259                                       | 61%                                           | 27/44                | 24/52                | 25/45                | 39/57                | 43/61                | 136/225              | 8/14                 | 14/20                | 142/237              | 7/11                 | 9/11                 | 1/11                 | 9%                   | 1:18                 | 0                    |
| Диегу Лопес           | 1                    | 63/194                                        | 32%                                           | 8/22                 | 16/33                | 9/37                 | 16/43                | 14/59                | 49/171               | 7/13                 | 7/10                 | 59/185               | 3/8                  | 1/1                  | 0                    | -                    | 0:05                 | 0                    |

В соглавном бою Пэдди Пимблетт победил Майкла Чендлера техническим нокаутом в 3-м раунде.
| Статистика поединка: | Статистика поединка: | Статистика поединка:                          | Статистика поединка:                          | Статистика поединка: | Статистика поединка: | Статистика поединка: | Статистика поединка: | Статистика поединка: | Статистика поединка: | Статистика поединка: | Статистика поединка: | Статистика поединка: | Статистика поединка: | Статистика поединка: | Статистика поединка: | Статистика поединка: | Статистика поединка: | Статистика поединка: |
| Участник             | Нокдауны             | Акцентрованные удары (по цели/всего/точность) | Акцентрованные удары (по цели/всего/точность) | По раундам           | По раундам           | По раундам           | По раундам           | По раундам           | По цели              | По цели              | По цели              | По позиции           | По позиции           | По позиции           | Тейкдауны            | Тейкдауны            | Контроль             | Попытка приема       |
| Участник             | Нокдауны             | Акцентрованные удары (по цели/всего/точность) | Акцентрованные удары (по цели/всего/точность) | 1Р                   | 2Р                   | 3Р                   | 4Р                   | 5Р                   | Голова               | Корпус               | Ноги                 | Дистанция            | Клинч                | Партер               | Тейкдауны            | Тейкдауны            | Контроль             | Попытка приема       |
| -------------------- | -------------------- | --------------------------------------------- | --------------------------------------------- | -------------------- | -------------------- | -------------------- | -------------------- | -------------------- | -------------------- | -------------------- | -------------------- | -------------------- | -------------------- | -------------------- | -------------------- | -------------------- | -------------------- | -------------------- |
| Майкл Чендлер        | 0                    | 11/28                                         | 39%                                           | 5/11                 | 5/14                 | 1/3                  | -                    | -                    | 6/8                  | 3/7                  | 2/3                  | 10/24                | 0                    | 1/4                  | 4/7                  | 57%                  | 2:44                 | 0                    |
| Пэдди Пимблетт       | 0                    | 80/143                                        | 55%                                           | 16/40                | 34/63                | 30/40                | -                    | -                    | 61/119               | 4/5                  | 15/19                | 43/96                | 4/5                  | 33/42                | 1/2                  | 50%                  | 4:41                 | 0                    |

| Бой    | Весовая категория          | Результат боя               | Результат боя         | Результат боя | Результат боя | Результат боя | Результат боя   | Результат боя | Способ победы                                                  | Раунд | Время | Рефери в ринге |
|        |                            | Главный кард                |                       |               |               |               |                 |               |                                                                |       |       |                |
| Бой 13 | Полулёгкий вес             |                             | Александр Волкановски | #1            | поб.          |               | Диегу Лопес     | #3            | Единогласное решение (48–47, 49–46, 49–46)                     | 5     | 5:00  | Марк Годдард   |
| Бой 12 | Лёгкий вес                 |                             | Пэдди Пимблетт        | #12           | поб.          |               | Майкл Чендлер   | #7            | Технический нокаут (удары руками и локтями из положения маунт) | 3     | 3:07  | Керри Хатли    |
| Бой 11 | Полулёгкий вес             |                             | Яир Родригес          | #5            | поб.          |               | Патрисиу Фрейри | д             | Единогласное решение (30–27, 30–27, 30–27)                     | 3     | 5:00  | Андрю Гленн    |
| Бой 10 | Полулёгкий вес             |                             | Жеан Силва            |               | поб.          |               | Брайс Митчелл   | #13           | Сдача, удушающий приём (ниндзя)                                | 2     | 3:52  | Майк Белтран   |
| Бой 9  | Полутяжелый вес            |                             | Доминик Рейес         | #11           | поб.          |               | Никита Крылов   | #8            | Нокаут (удар навстречу слева)                                  | 1     | 2:24  | Марк Годдард   |
|        |                            | Предварительный кард        |                       |               |               |               |                 |               |                                                                |       |       |                |
| Бой 8  | Полулёгкий вес             |                             | Дэн Иге               | #15           | поб.          |               | Шон Вудсон      |               | Технический нокаут (серия ударов руками в голову)              | 3     | 1:12  | Андрю Гленн    |
| Бой 7  | Жен. минимальный вес       |                             | Вирна Жандироба       | #3            | поб.          |               | Янь Сяонань     | #1            | Единогласное решение (30–27, 30–27, 30–27)                     | 3     | 5:00  | Майк Белтран   |
| Бой 6  | Лёгкий вес                 |                             | Чейз Хупер            |               | поб.          |               | Джим Миллер     |               | Единогласное решение (30–27, 29–28, 29–28)                     | 3     | 5:00  | Керри Хатли    |
| Бой 5  | Полулёгкий вес             |                             | Джулиан Эроса         |               | поб.          |               | Даррен Элкинс   |               | Технический нокаут (удары коленями, локтями и руками в голову) | 1     | 4:15  | Майк Белтран   |
|        |                            | Ранний предварительный кард |                       |               |               |               |                 |               |                                                                |       |       |                |
| Бой 4  | Средний вес                |                             | Михал Олексейчук      |               | поб.          |               | Седрик Дюма     |               | Технический нокаут (хук слева и добивание)                     | 1     | 2:49  | Марк Годдард   |
| Бой 3  | Наилегчайший вес           |                             | Су Мудаэрцзи          |               | поб.          |               | Митч Рапосо     |               | Раздельное решение (28–29, 29–28, 29–28)                       | 3     | 5:00  | Андрю Гленн    |
| Бой 2  | Средний вес                |                             | Марку Тулио           |               | поб.          |               | Трешон Гор      |               | Технический нокаут (боковой справа в голову)                   | 2     | 3:16  | Марк Годдард   |
| Бой 1  | Промежуточный вес (137,5)* |                             | Нора Корнолль         | #13           | поб.          |               | Хэйли Коуэн     |               | Сдача, удушающий приём                                         | 2     | 1:52  | Керри Хатли    |

Официальные судейские карточки турнира.

## Награды
Следующие бойцы были удостоены денежного бонуса в размере $50,000:
- Лучший бой вечера: Александр Волкановски — Диегу Лопес
- Выступление вечера: Пэдди Пимблетт и Жеан Силва